# Statistiche e record di Martina Hingis
| Finali in carriera | Finali in carriera  | Finali in carriera | Finali in carriera | Finali in carriera | Finali in carriera |
| Specialità         | Categoria           | Vittorie           | Sconfitte          | Totale             | Percentuale        |
| ------------------ | ------------------- | ------------------ | ------------------ | ------------------ | ------------------ |
| Singolare          | Grande Slam         | 5                  | 7                  | 12                 | 42%                |
| Singolare          | Giochi Olimpici     | –                  | –                  | –                  | –                  |
| Singolare          | Torneo di fine anno | 2                  | 2                  | 4                  | 50%                |
| Singolare          | WTA Tier I          | 17                 | 10                 | 27                 | 63%                |
| Singolare          | WTA Tour            | 19                 | 6                  | 26                 | 75%                |
| Singolare          | Totale              | 43                 | 25                 | 68                 | 62%                |
| Doppio             | Grande Slam         | 13                 | 3                  | 16                 | 81%                |
| Doppio             | Giochi olimpici     | –                  | 1                  | 1                  | 0%                 |
| Doppio             | Torneo di fine anno | 3                  | –                  | 3                  | 100%               |
| Doppio             | WTA Tier I          | 26                 | 7                  | 26                 | 73%                |
| Doppio             | WTA Tour            | 22                 | 11                 | 38                 | 71%                |
| Doppio             | Totale              | 64                 | 22                 | 84                 | 74%                |
| Doppio misto       | Grande Slam         | 7                  | 0                  | 7                  | 100%               |
| Doppio misto       | Totale              | 7                  | 0                  | 7                  | 100%               |
| Totale             | Totale              | 114                | 47                 | 160                | 71%                |

In questa pagina sono riportate le statistiche e i record realizzati da Martina Hingis durante la sua carriera tennistica.

## Statistiche

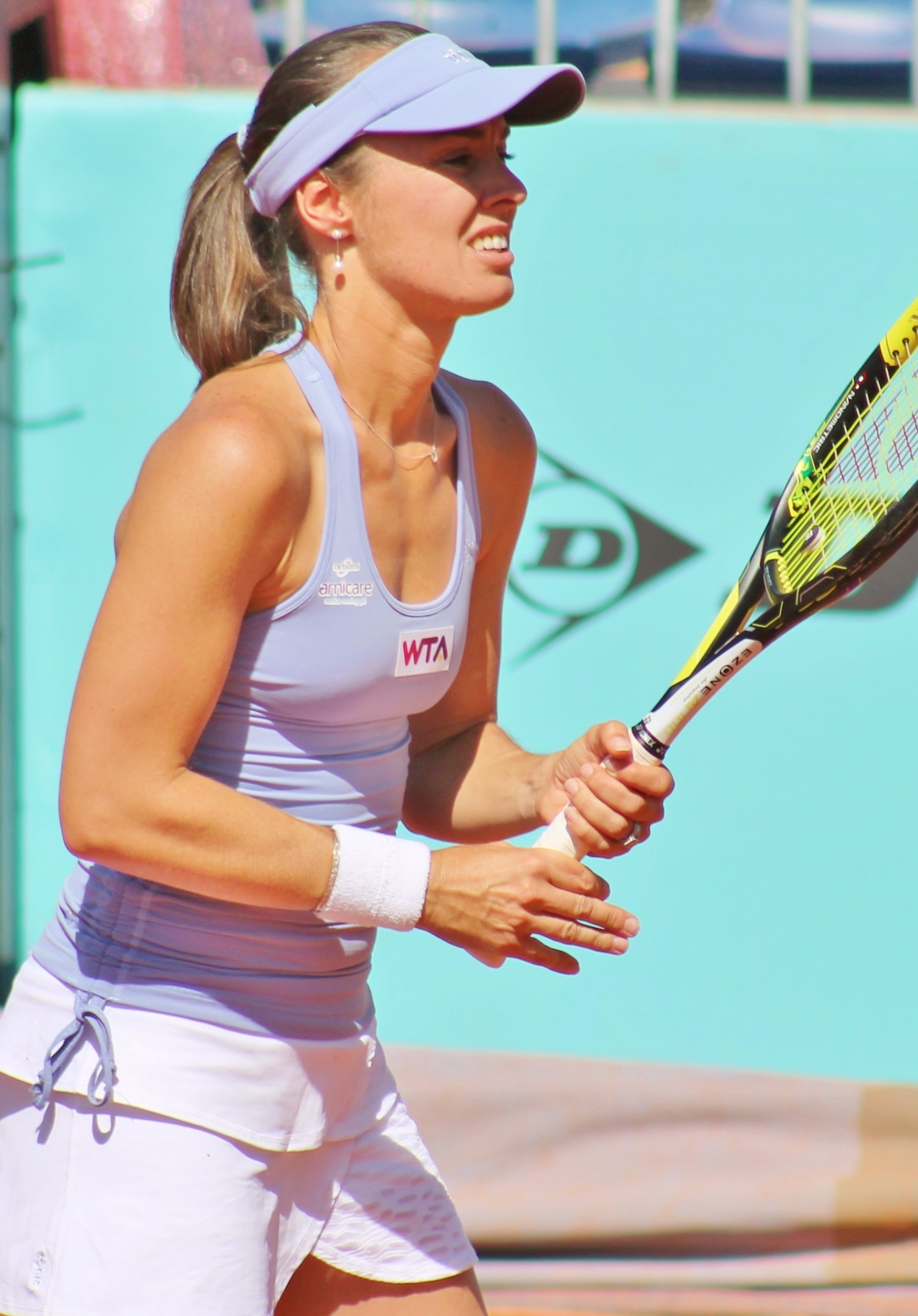
Martina Hingis nel 2014

Tornei singolo: finali 68, vinte 43. 

Tornei doppio: finali 82, vinte 60. 

Tornei misto: finali 6, vinte 6.
Nel circuito WTA complessivamente ha disputato 156 finali, ottenendo 109 vittorie.
In particolare nei quattro tornei del Grande Slam vanta 33 finali tra singolo, doppio e misto, con un totale di 23 titoli vinti.
Vanno aggiunte, relativamente ai tornei ITF, in singolo 2 vittorie (Langenthal, SVI, 1993 e Prostejov, CZE, 1996) e 1 finale (Prostejov, CZE, 1995) e in doppio 1 vittoria (Prostejov, CZE, 1995 in coppia con Petra Langrová).
Inoltre nel 1998 ha disputato la finale di Fed Cup persa 3-2 contro la Spagna, in cui ha vinto entrambi gli incontri in singolo ma ha perso il doppio (in coppia con Patty Schnyder).

### Singolare

#### Vittorie (43)
| Grande Slam (5)       |                       |
| Ori Olimpici (0)      |                       |
| WTA Championships (2) |                       |
| Prima del 2009        | Dal 2009              |
| Tier I (17)           | Premier Mandatory (0) |
| Tier II (16)          | Premier 5 (0)         |
| Tier III (3)          | Premier (0)           |
| Tier IV (0)           | International (0)     |

##### Grande Slam (5)
| Anno | Torneo              | Avversario in finale | Punteggio     |
| 1997 | Australian Open (1) | Mary Pierce          | 6–2, 6–2      |
| 1997 | Wimbledon           | Jana Novotná         | 2–6, 6–3, 6–3 |
| 1997 | US Open             | Venus Williams       | 6–0, 6–4      |
| 1998 | Australian Open (2) | Conchita Martínez    | 6–3, 6–3      |
| 1999 | Australian Open (3) | Amélie Mauresmo      | 6–2, 6–3      |

##### Tutti i titoli
| N.  | Data              | Torneo                                     | Superficie    | Avversaria in finale     | Punteggio           |
| 1.  | 13 ottobre 1996   | Porsche Tennis Grand Prix, Filderstadt     | Cemento (i)   | Anke Huber               | 6-2, 3-6, 6-3       |
| 2.  | 10 novembre 1996  | Bank of the West Classic, Oakland          | Cemento       | Monica Seles             | 6-2, 6-0            |
| 3.  | 12 gennaio 1997   | Medibank International, Sydney             | Cemento       | Jennifer Capriati        | 6-1, 5-7, 6-1       |
| 4.  | 28 gennaio 1997   | Australian Open, Melbourne                 | Cemento       | Mary Pierce              | 6-2, 6-2            |
| 5.  | 2 febbraio 1997   | Toray Pan Pacific Open, Tokyo              | Sintetico (i) | Steffi Graf              | walkover            |
| 6.  | 16 febbraio 1997  | Open Gaz de France, Parigi                 | Sintetico (i) | Anke Huber               | 6-3, 3-6, 6-3       |
| 7.  | 30 marzo 1997     | Sony Ericsson Open, Miami                  | Cemento       | Monica Seles             | 6-2, 6-1            |
| 8.  | 6 aprile 1997     | Family Circle Cup, Hilton Head             | Terra verde   | Monica Seles             | 3-6, 6-3, 7-65      |
| 9.  | 6 luglio 1997     | Torneo di Wimbledon, Londra                | Erba          | Jana Novotná             | 2-6, 6-3, 6-3       |
| 10. | 27 luglio 1997    | Bank of the West Classic, Stanford         | Cemento       | Conchita Martínez        | 6-0, 6-2            |
| 11. | 3 agosto 1997     | San Diego Open, San Diego                  | Cemento       | Monica Seles             | 7-64, 6-4           |
| 12. | 14 settembre 1997 | US Open, New York                          | Cemento       | Venus Williams           | 6-0, 6-4            |
| 13. | 12 ottobre 1997   | Porsche Tennis Grand Prix, Filderstadt (2) | Cemento (i)   | Lisa Raymond             | 6-4, 6-2            |
| 14. | 16 novembre 1997  | Advanta Championships, Filadelfia          | Sintetico (i) | Lindsay Davenport        | 7-5, 67-7, 7-64     |
| 15. | 1º febbraio 1998  | Australian Open, Melbourne (2)             | Cemento       | Conchita Martínez        | 6-3, 6-3            |
| 16. | 15 marzo 1998     | BNP Paribas Open, Indian Wells             | Cemento       | Lindsay Davenport        | 6-3, 6-4            |
| 17. | 3 maggio 1998     | Betty Barclay Cup, Amburgo                 | Terra rossa   | Jana Novotná             | 6-3, 7-5            |
| 18. | 10 maggio 1998    | Internazionali d'Italia, Roma              | Terra rossa   | Venus Williams           | 6-3, 2-6, 6-3       |
| 19. | 22 novembre 1998  | WTA Tour Championships, New York           | Sintetico (i) | Lindsay Davenport        | 7-5, 6-4, 4-6, 6-2  |
| 20. | 31 gennaio 1999   | Australian Open, Melbourne (3)             | Cemento       | Amélie Mauresmo          | 6-2, 6-3            |
| 21. | 7 febbraio 1999   | Toray Pan Pacific Open, Tokyo (2)          | Sintetico (i) | Amanda Coetzer           | 6-2, 6-1            |
| 22. | 4 aprile 1999     | Family Circle Cup, Hilton Head (2)         | Terra verde   | Anna Kurnikova           | 6-4, 6-3            |
| 23. | 16 maggio 1999    | Qatar Telecom German Open, Berlino         | Terra rossa   | Julie Halard-Decugis     | 6-0, 6-1            |
| 24. | 8 agosto 1999     | San Diego Open, San Diego (2)              | Cemento       | Venus Williams           | 6-4, 6-0            |
| 25. | 22 agosto 1999    | Rogers Cup, Toronto                        | Cemento       | Monica Seles             | 6-4, 6-4            |
| 26. | 10 ottobre 1999   | Porsche Tennis Grand Prix, Filderstadt (3) | Cemento (i)   | Mary Pierce              | 6-4, 6-1            |
| 27. | 6 febbraio 2000   | Toray Pan Pacific Open, Tokyo (3)          | Sintetico (i) | Sandrine Testud          | 6-3, 7-5            |
| 28. | 9 aprile 2000     | Sony Ericsson Open, Miami (2)              | Cemento       | Lindsay Davenport        | 6-3, 6-2            |
| 29. | 7 maggio 2000     | Porsche Tennis Grand Prix, Amburgo (2)     | Terra rossa   | Arantxa Sánchez Vicario  | 6-3, 6-3            |
| 30. | 25 giugno 2000    | Ordina Open, S'Hertogenbosch               | Erba          | Ruxandra Dragomir        | 6-2, 3-0, rit.      |
| 31. | 20 agosto 2000    | Rogers Cup, Montréal (2)                   | Cemento       | Serena Williams          | 0-6, 6-3, 3-0, rit. |
| 32. | 8 ottobre 2000    | Porsche Tennis Grand Prix, Filderstadt (4) | Cemento (i)   | Kim Clijsters            | 6-0, 6-3            |
| 33. | 15 ottobre 2000   | Zürich Open, Zurigo                        | Sintetico (i) | Lindsay Davenport        | 6-4, 4-6, 7-5       |
| 34. | 29 ottobre 2000   | Kremlin Cup, Mosca                         | Sintetico (i) | Anna Kurnikova           | 6-3, 6-1            |
| 35. | 10 novembre 2000  | WTA Tour Championships, New York (2)       | Sintetico (i) | Monica Seles             | 65-7, 6-4, 6-4      |
| 36. | 14 gennaio 2001   | Medibank International, Sydney (2)         | Cemento       | Lindsay Davenport        | 6-3, 4-6, 7-5       |
| 37. | 18 febbraio 2001  | Qatar Ladies Open, Doha                    | Cemento       | Sandrine Testud          | 6-3, 6-2            |
| 38. | 25 febbraio 2001  | Dubai Tennis Championships, Dubai          | Cemento       | Nathalie Tauziat         | 6-4, 6-4            |
| 39. | 13 gennaio 2002   | Medibank International, Sydney (3)         | Cemento       | Meghann Shaughnessy      | 6-2, 6-3            |
| 40. | 3 febbraio 2002   | Toray Pan Pacific Open, Tokyo (4)          | Sintetico (i) | Monica Seles             | 7-66, 4-6, 6-3      |
| 41. | 21 maggio 2006    | Internazionali d'Italia, Roma (2)          | Terra rossa   | Dinara Safina            | 6-2, 7-5            |
| 42. | 24 settembre 2006 | Sunfeast Open, Calcutta                    | Sintetico (i) | Ol'ga Alekseevna Pučkova | 6-0, 6-4            |
| 43. | 4 febbraio 2007   | Toray Pan Pacific Open, Tokyo (5)          | Sintetico (i) | Ana Ivanović             | 6-4, 6-2            |

#### Sconfitte

##### Grande Slam (7)
| Anno | Torneo              | Avversario in finale | Punteggio        |
| 1997 | Open di Francia     | Iva Majoli           | 6–4, 6–2         |
| 1998 | US Open             | Lindsay Davenport    | 6–3, 7–5         |
| 1999 | Open di Francia (2) | Steffi Graf          | 4–6, 7–5, 6–2    |
| 1999 | US Open (2)         | Serena Williams      | 6–3, 7–6(4)      |
| 2000 | Australian Open     | Lindsay Davenport    | 6–1, 7–5         |
| 2001 | Australian Open (2) | Jennifer Capriati    | 6–4, 6–3         |
| 2002 | Australian Open (3) | Jennifer Capriati    | 4–6, 7–6(7), 6–2 |

##### Tutte le finali perse
| Grande Slam (7)       |                       |
| Ori Olimpici (0)      |                       |
| WTA Championships (2) |                       |
| Prima del 2009        | Dal 2009              |
| Tier I (10)           | Premier Mandatory (0) |
| Tier II (5)           | Premier 5 (0)         |
| Tier III (1)          | Premier (0)           |
| Tier IV (0)           | International (0)     |

| N.  | Data              | Torneo                                   | Superficie    | Avversaria in finale | Punteggio               |
| 1.  | 7 maggio 1995     | Betty Barclay Cup, Amburgo               | Terra rossa   | Conchita Martínez    | 1-6, 0-6                |
| 2.  | 12 maggio 1996    | Internazionali d'Italia, Roma            | Terra rossa   | Conchita Martínez    | 2-6, 3-6                |
| 3.  | 20 ottobre 1996   | Zürich Open, Zurigo                      | Sintetico (i) | Jana Novotná         | 2-6, 2-6                |
| 4.  | 24 novembre 1996  | WTA Tour Championships, New York         | Sintetico (i) | Steffi Graf          | 3-6, 6-4, 0-6, 6-4, 0-6 |
| 5.  | 8 giugno 1997     | Open di Francia, Parigi                  | Terra rossa   | Iva Majoli           | 4-6, 2-6                |
| 6.  | 8 febbraio 1998   | Toray Pan Pacific Open, Tokyo            | Sintetico (i) | Lindsay Davenport    | 3-6, 3-6                |
| 7.  | 16 agosto 1998    | East West Bank Classic, Los Angeles      | Cemento       | Lindsay Davenport    | 6-4, 4-6, 3-6           |
| 8.  | 13 settembre 1998 | US Open, New York                        | Cemento       | Lindsay Davenport    | 3-6, 5-7                |
| 9.  | 17 gennaio 1999   | Medibank International, Sydney           | Cemento       | Lindsay Davenport    | 4-6, 3-6                |
| 10. | 6 giugno 1999     | Open di Francia, Parigi (2)              | Terra rossa   | Steffi Graf          | 6-4, 5-7, 2-6           |
| 11. | 12 settembre 1999 | US Open, New York (2)                    | Cemento       | Serena Williams      | 3-6, 64-7               |
| 12. | 17 ottobre 1999   | Zürich Open, Zurigo (2)                  | Cemento (i)   | Venus Williams       | 3-6, 4-6                |
| 13. | 14 novembre 1999  | Advanta Championships, Filadelfia        | Cemento (i)   | Lindsay Davenport    | 3-6, 4-6                |
| 14. | 21 novembre 1999  | WTA Tour Championships, New York (2)     | Sintetico (i) | Lindsay Davenport    | 4-6, 2-6                |
| 15. | 30 gennaio 2000   | Australian Open, Melbourne               | Cemento       | Lindsay Davenport    | 1-6, 5-7                |
| 16. | 19 marzo 2000     | BNP Paribas Open, Indian Wells           | Cemento       | Lindsay Davenport    | 6-4, 4-6, 0-6           |
| 17. | 12 novembre 2000  | Advanta Championships, Philadelphia (2)  | Cemento (i)   | Lindsay Davenport    | 67-7, 4-6               |
| 18. | 28 gennaio 2001   | Australian Open, Melbourne (2)           | Cemento       | Jennifer Capriati    | 4-6, 3-6                |
| 19. | 4 febbraio 2001   | Toray Pan Pacific Open, Tokyo (2)        | Sintetico (i) | Lindsay Davenport    | 7-64, 4-6, 2-6          |
| 20. | 29 aprile 2001    | Family Circle Cup, Charleston            | Terra verde   | Jennifer Capriati    | 0-6, 6-4, 4-6           |
| 21. | 27 gennaio 2002   | Australian Open, Melbourne (3)           | Cemento       | Jennifer Capriati    | 6-4, 67-7, 2-6          |
| 22. | 17 marzo 2002     | BNP Paribas Open, Indian Wells (2)       | Cemento       | Daniela Hantuchová   | 3-6, 4-6                |
| 23. | 5 febbraio 2006   | Toray Pan Pacific Open, Tokyo (3)        | Sintetico (i) | Elena Dement'eva     | 2-6, 0-6                |
| 24. | 20 agosto 2006    | Rogers Cup, Montréal                     | Cemento       | Ana Ivanović         | 2-6, 3-6                |
| 25. | 7 gennaio 2007    | Australian Women's Hardcourt, Gold Coast | Cemento       | Dinara Safina        | 3-6, 6-3, 5-7           |

### Doppio

#### Vittorie (64)
| Grande Slam (13)      |                       |
| Ori Olimpici (0)      |                       |
| WTA Championships (3) |                       |
| Prima del 2009        | Dal 2009              |
| Tier I (13)           | Premier Mandatory (7) |
| Tier II (13)          | Premier 5 (6)         |
| Tier III (0)          | Premier (7)           |
| Tier IV (0)           | International (2)     |

##### Grande Slam (13)
| Anno | Torneo              | Compagna       | Avversario in finale                       | Punteggio        |
| 1996 | Wimbledon           | Helena Suková  | Meredith McGrath Larisa Neiland            | 5–7, 7–5, 6–1    |
| 1997 | Australian Open     | Nataša Zvereva | Lindsay Davenport Lisa Raymond             | 6–2, 6–2         |
| 1998 | Australian Open (2) | Mirjana Lučić  | Lindsay Davenport Nataša Zvereva           | 6–4, 2–6, 6–3    |
| 1998 | Open di Francia     | Jana Novotná   | Lindsay Davenport Nataša Zvereva           | 6–1, 7–6(4)      |
| 1998 | Wimbledon (2)       | Jana Novotná   | Lindsay Davenport Nataša Zvereva           | 6–3, 3–6, 8–6    |
| 1998 | US Open             | Jana Novotná   | Lindsay Davenport Nataša Zeva              | 6–3, 6–3         |
| 1999 | Australian Open (3) | Anna Kurnikova | Lindsay Davenport Nataša Zvereva           | 7–5, 6–3         |
| 2000 | Open di Francia (2) | Mary Pierce    | Virginia Ruano Pascual Paola Suárez        | 6–2, 6–4         |
| 2002 | Australian Open (4) | Anna Kurnikova | Daniela Hantuchová Arantxa Sánchez Vicario | 6–2, 6–7(4), 6–1 |
| 2015 | Wimbledon (3)       | Sania Mirza    | Ekaterina Makarova Elena Vesnina           | 5-7, 7-6, 7-5    |
| 2015 | US Open (2)         | Sania Mirza    | Casey Dellacqua Jaroslava Švedova          | 6-3, 6-3         |
| 2016 | Australian Open (5) | Sania Mirza    | Andrea Hlaváčková Lucie Hradecká           | 7-61, 6-3        |
| 2017 | US Open (3)         | Chan Yung-jan  | Lucie Hradecká Kateřina Siniaková          | 6-3, 6-2         |

##### Tutti i titoli
| N.  | Data              | Torneo                                            | Superficie       | Compagno                | Avversari in finale                        | Punteggio           |
| 1.  | 7 maggio 1995     | Betty Barclay Cup, Amburgo                        | Terra rossa      | Gigi Fernández          | Conchita Martínez Patricia Tarabini        | 6–2, 6–3            |
| 2.  | 7 luglio 1996     | Torneo di Wimbledon, Londra                       | Erba             | Helena Suková           | Meredith McGrath Larisa Neiland            | 5–7, 7–5, 6–1       |
| 3.  | 20 ottobre 1996   | Zürich Open, Zurigo                               | Sintetico (i)    | Helena Suková           | Nicole Arendt Nataša Zvereva               | 7–5, 6–4            |
| 4.  | 26 gennaio 1997   | Australian Open, Melbourne                        | Cemento          | Nataša Zvereva          | Lindsay Davenport Lisa Raymond             | 6–2, 6–2            |
| 5.  | 16 febbraio 1997  | Open GDF Suez, Parigi                             | Sintetico (i)    | Helena Suková           | Alexandra Fusai Rita Grande                | 6–3, 6–0            |
| 6.  | 6 aprile 1997     | Family Circle Cup, Hilton Head                    | Terra verde      | Mary Joe Fernández      | Lindsay Davenport Jana Novotná             | 7–5, 4–6, 6–1       |
| 7.  | 27 luglio 1997    | Bank of the West Classic, Stanford                | Cemento          | Lindsay Davenport       | Conchita Martínez Patricia Tarabini        | 6–1, 6–3            |
| 8.  | 3 agosto 1997     | San Diego Open, San Diego                         | Cemento          | Arantxa Sánchez Vicario | Amy Frazier Kimberly Po                    | 6–3, 7–5            |
| 9.  | 28 settembre 1997 | Sparkassen Cup, Lipsia                            | Sintetico (i)    | Jana Novotná            | Yayuk Basuki Helena Suková                 | 6–2, 6–2            |
| 10. | 12 ottobre 1997   | Porsche Tennis Grand Prix, Filderstadt            | Sintetico (i)    | Arantxa Sánchez Vicario | Lindsay Davenport Jana Novotná             | 7–6(4), 3–6, 7–6(3) |
| 11. | 19 ottobre 1997   | Zürich Open, Zurigo (2)                           | Sintetico (i)    | Arantxa Sánchez Vicario | Larisa Neiland Helena Suková               | 4–6, 6–4, 6–1       |
| 12. | 18 gennaio 1998   | Medibank International, Sydney                    | Cemento          | Helena Suková           | Katrina Adams Meredith McGrath             | 6–1, 6–2            |
| 13. | 1º febbraio 1998  | Australian Open, Melbourne (2)                    | Cemento          | Mirjana Lučić           | Lindsay Davenport Nataša Zvereva           | 6–4, 2–6, 6–3       |
| 14. | 8 febbraio 1998   | Toray Pan Pacific Open, Tokyo                     | Sintetico (i)    | Mirjana Lučić           | Lindsay Davenport Nataša Zvereva           | 7–5, 6–4            |
| 15. | 29 marzo 1998     | Sony Ericsson Open, Miami                         | Cemento          | Jana Novotná            | Arantxa Sánchez Vicario Nataša Zvereva     | 6–2, 3–6, 6–3       |
| 16. | 7 giugno 1998     | Open di Francia, Parigi                           | Terra rossa      | Jana Novotná            | Lindsay Davenport Nataša Zvereva           | 6–1, 7–6(4)         |
| 17. | 5 luglio 1998     | Torneo di Wimbledon, Londra (2)                   | Erba             | Jana Novotná            | Lindsay Davenport Nataša Zvereva           | 6–3, 3–6, 8–6       |
| 18. | 16 agosto 1998    | LA Women's Tennis Championships, Los Angeles      | Cemento          | Helena Suková           | Tamarine Tanasugarn Olena Tatarkova        | 6–4, 6–2            |
| 19. | 23 agosto 1998    | Rogers Cup, Montréal                              | Cemento          | Jana Novotná            | Yayuk Basuki Caroline Vis                  | 6–3, 6–4            |
| 20. | 13 settembre 1998 | US Open, New York                                 | Cemento          | Jana Novotná            | Lindsay Davenport Nataša Zvereva           | 6–3, 6–3            |
| 21. | 31 gennaio 1999   | Australian Open, Melbourne (3)                    | Cemento          | Anna Kurnikova          | Lindsay Davenport Nataša Zvereva           | 7–5, 6–3            |
| 22. | 14 marzo 1999     | BNP Paribas Open, Indian Wells                    | Cemento          | Anna Kurnikova          | Mary Joe Fernández Jana Novotná            | 6–2, 6–2            |
| 23. | 28 marzo 1999     | Sony Ericsson Open, Miami (2)                     | Cemento          | Jana Novotná            | Mary Joe Fernández Monica Seles            | 6–0, 4–6, 7–6(1)    |
| 24. | 9 maggio 1999     | Internazionali BNL d'Italia, Roma                 | Terra rossa      | Anna Kurnikova          | Alexandra Fusai Nathalie Tauziat           | 6–2, 6–2            |
| 25. | 20 giugno 1999    | AEGON International, Eastbourne                   | Erba             | Anna Kurnikova          | Jana Novotná Nataša Zvereva                | 6–4, rit.           |
| 26. | 21 novembre 1999  | WTA Tour Championships, New York                  | Sintetico indoor | Anna Kurnikova          | Arantxa Sánchez Vicario Larisa Neiland     | 6–4, 6–4            |
| 27. | 6 febbraio 2000   | Toray Pan Pacific Open, Tokyo (2)                 | Sintetico (i)    | Mary Pierce             | Alexandra Fusai Nathalie Tauziat           | 6–4, 6–1            |
| 28. | 11 giugno 2000    | Open di Francia, Parigi (2)                       | Terra rossa      | Mary Pierce             | Virginia Ruano Pascual Paola Suárez        | 6–2, 6–4            |
| 29. | 20 agosto 2000    | Rogers Cup, Montréal (2)                          | Cemento          | Nathalie Tauziat        | Julie Halard-Decugis Ai Sugiyama           | 6–3, 3–6, 6–4       |
| 30. | 8 ottobre 2000    | Porsche Tennis Grand Prix, Filderstadt (2)        | Sintetico (i)    | Anna Kurnikova          | Arantxa Sánchez Vicario Barbara Schett     | 6–4, 6–2            |
| 31. | 15 ottobre 2000   | Zürich Open, Zurigo (3)                           | Sintetico (i)    | Anna Kurnikova          | Kimberly Po Anne-Gaëlle Sidot              | 6–3, 6–4            |
| 32. | 12 novembre 2000  | Advanta Championships of Philadelphia, Filadelfia | Sintetico (i)    | Anna Kurnikova          | Lisa Raymond Rennae Stubbs                 | 6–2, 7–5            |
| 33. | 19 novembre 2000  | WTA Tour Championships, New York                  | Sintetico        | Anna Kurnikova          | Nicole Arendt Manon Bollegraf              | 6–2, 6–3            |
| 34. | 7 ottobre 2001    | Kremlin Cup, Mosca                                | Sintetico (i)    | Anna Kurnikova          | Elena Dement'eva Lina Krasnoruckaja        | 7–6(1), 6–3         |
| 35. | 27 gennaio 2002   | Australian Open, Melbourne (4)                    | Cemento          | Anna Kurnikova          | Daniela Hantuchová Arantxa Sánchez Vicario | 6–2, 6(7)–7, 6–1    |
| 36. | 5 maggio 2002     | Betty Barclay Cup, Amburgo (2)                    | Terra rossa      | Barbara Schett          | Daniela Hantuchová Arantxa Sánchez Vicario | 6-1, 6-1            |
| 37. | 4 marzo 2007      | Qatar Ladies Open, Doha                           | Cemento          | Marija Kirilenko        | Ágnes Szávay Vladimíra Uhlířová            | 6–1, 6-1            |
| 38. | 30 marzo 2014     | Sony Ericsson Open, Miami (2)                     | Cemento          | Sabine Lisicki          | Ekaterina Makarova Elena Vesnina           | 4-6, 6-4, [10-5]    |
| 39. | 27 settembre 2014 | Wuhan Open, Wuhan                                 | Cemento          | Flavia Pennetta         | Cara Black Caroline Garcia                 | 6-4, 5-7, [12-10]   |
| 40. | 18 ottobre 2014   | Kremlin Cup, Mosca (2)                            | Cemento (i)      | Flavia Pennetta         | Caroline Garcia Arantxa Parra Santonja     | 6-3, 7-5            |
| 41. | 10 gennaio 2015   | Brisbane International, Brisbane                  | Cemento          | Sabine Lisicki          | Caroline Garcia Katarina Srebotnik         | 6-2, 7-5            |
| 42. | 21 marzo 2015     | BNP Paribas Open, Indian Wells (2)                | Cemento          | Sania Mirza             | Ekaterina Makarova Elena Vesnina           | 6-3, 6-4            |
| 43. | 4 aprile 2015     | Sony Ericsson Open, Miami (3)                     | Cemento          | Sania Mirza             | Ekaterina Makarova Elena Vesnina           | 7-5, 6-1            |
| 44. | 12 aprile 2015    | Family Circle Cup, Charleston                     | Terra verde      | Sania Mirza             | Casey Dellacqua Darija Jurak               | 6-0, 6-4            |
| 45. | 11 luglio 2015    | Torneo di Wimbledon, Londra                       | Erba             | Sania Mirza             | Ekaterina Makarova Elena Vesnina           | 5-7, 7-6(4), 7-5    |
| 46. | 13 settembre 2015 | US Open, New York (2)                             | Cemento          | Sania Mirza             | Casey Dellacqua Jaroslava Švedova          | 6-3, 6-3            |
| 47. | 26 settembre 2015 | Guangzhou International Women's Open, Canton      | Cemento          | Sania Mirza             | Xu Shilin You Xiaodi                       | 6-3, 6-1            |
| 48. | 3 ottobre 2015    | Wuhan Open, Wuhan (2)                             | Cemento          | Sania Mirza             | Irina-Camelia Begu Monica Niculescu        | 6-2, 6-3            |
| 49. | 10 ottobre 2015   | China Open, Pechino                               | Cemento          | Sania Mirza             | Chan Hao-ching Chan Yung-jan               | 6(9)-7, 6-1, [10-8] |
| 50. | 1º novembre 2015  | WTA Finals, Singapore (3)                         | Cemento (i)      | Sania Mirza             | Garbiñe Muguruza Carla Suárez Navarro      | 6-0, 6-3            |
| 51. | 9 gennaio 2016    | Brisbane International, Brisbane (2)              | Cemento          | Sania Mirza             | Angelique Kerber Andrea Petković           | 7-5, 6-1            |
| 52. | 15 gennaio 2016   | Apia International Sydney, Sydney                 | Cemento          | Sania Mirza             | Caroline Garcia Kristina Mladenovic        | 1-6, 7-5, [10-5]    |
| 53. | 29 gennaio 2016   | Australian Open, Melbourne (5)                    | Cemento          | Sania Mirza             | Andrea Hlaváčková Lucie Hradecká           | 7-6(1), 6-3         |
| 54. | 14 febbraio 2016  | St. Petersburg Ladies Trophy, San Pietroburgo     | Cemento (i)      | Sania Mirza             | Vera Duševina Barbora Krejčíková           | 6-3, 6-1            |
| 55. | 15 maggio 2016    | Internazionali BNL d'Italia, Roma (2)             | Terra rossa      | Sania Mirza             | Ekaterina Makarova Elena Vesnina           | 6-1, 6(5)-7, [10-3] |
| 56. | 18 marzo 2017     | BNP Paribas Open, Indian Wells (3)                | Cemento          | Chan Yung-jan           | Lucie Hradecká Kateřina Siniaková          | 7-6(4), 6-2         |
| 57. | 13 maggio 2017    | Mutua Madrid Open, Madrid                         | Terra rossa      | Chan Yung-jan           | Tímea Babos Andrea Hlaváčková              | 6–4, 6–3            |
| 58. | 21 maggio 2017    | Internazionali BNL d'Italia, Roma (3)             | Terra rossa      | Chan Yung-jan           | Ekaterina Makarova Elena Vesnina           | 7-5, 7-6(4)         |
| 59. | 25 giugno 2017    | Mallorca Open, Maiorca                            | Erba             | Chan Yung-jan           | Jelena Janković Anastasija Sevastova       | w/o                 |
| 60. | 1º luglio 2017    | AEGON International, Eastbourne (2)               | Erba             | Chan Yung-jan           | Ashleigh Barty Casey Dellacqua             | 6-3, 7-5            |
| 61. | 19 agosto 2017    | Western & Southern Open, Cincinnati               | Cemento          | Chan Yung-jan           | Hsieh Su-wei Monica Niculescu              | 4-6, 6-4, [10-7]    |
| 62. | 10 settembre 2017 | US Open, New York (3)                             | Cemento          | Chan Yung-jan           | Lucie Hradecká Kateřina Siniaková          | 6-3, 6-2            |
| 63. | 30 settembre 2017 | Wuhan Open, Wuhan (3)                             | Cemento          | Chan Yung-jan           | Shūko Aoyama Yang Zhaoxuan                 | 7-6(5), 3-6, [10-4] |
| 64. | 8 ottobre 2017    | China Open, Pechino (2)                           | Cemento          | Chan Yung-jan           | Tímea Babos Andrea Hlaváčková              | 6-1, 6-4            |

#### Sconfitte (22)
| Grande Slam (3)       |                       |
| Ori Olimpici (1)      |                       |
| WTA Championships (0) |                       |
| Prima del 2009        | Dal 2009              |
| Tier I (6)            | Premier Mandatory (1) |
| Tier II (6)           | Premier 5 (2)         |
| Tier III (0)          | Premier (2)           |
| Tier IV (0)           | International (1)     |

##### Grande Slam (3)
| Anno | Torneo          | Compagna        | Avversario in finale             | Punteggio        |
| 1999 | Open di Francia | Anna Kurnikova  | Serena Williams Venus Williams   | 6–3, 6–7(2), 8–6 |
| 2000 | Australian Open | Mary Pierce     | Lisa Raymond Rennae Stubbs       | 6–4, 5–7, 6–4    |
| 2014 | US Open         | Flavia Pennetta | Elena Vesnina Ekaterina Makarova | 2-6, 6-3, 6-2    |

##### Tutte le finali perse
| N.  | Data             | Torneo                                 | Superficie      | Compagno         | Avversari in finale                    | Punteggio        |
| 1.  | 27 agosto 1995   | Rogers Cup, Toronto                    | Cemento         | Iva Majoli       | Gabriela Sabatini Brenda Schultz       | 6-4, 0-6, 3-6    |
| 2.  | 5 maggio 1996    | Betty Barclay Cup, Amburgo             | Terra rossa     | Gigi Fernández   | Arantxa Sánchez Vicario Brenda Schultz | 6-4, 6-7, 4-6    |
| 3.  | 12 maggio 1996   | Internazionali BNL d'Italia, Roma      | Terra rossa     | Gigi Fernández   | Arantxa Sánchez Vicario Irina Spîrlea  | 4-6, 6-3, 3-6    |
| 4.  | 19 maggio 1996   | Qatar Telecom German Open, Berlino     | Terra rossa     | Helena Suková    | Meredith McGrath Larisa Neiland        | 1-6, 7-5, 6-7    |
| 5.  | 13 ottobre 1996  | Porsche Tennis Grand Prix, Filderstadt | Cemento (i)     | Helena Suková    | Nicole Arendt Jana Novotná             | 2-6, 3-6         |
| 6.  | 2 febbraio 1997  | Toray Pan Pacific Open, Tokyo          | Sintetico (i)   | Gigi Fernández   | Lindsay Davenport Nataša Zvereva       | 3-6, 3-6         |
| 7.  | 3 maggio 1997    | Betty Barclay Cup, Amburgo (2)         | Terra rossa     | Jana Novotná     | Barbara Schett Patty Schnyder          | 6-7, 6-3, 3-6    |
| 8.  | 7 febbraio 1999  | Toray Pan Pacific Open, Tokyo (2)      | Sintetici (i)   | Jana Novotná     | Lindsay Davenport Nataša Zvereva       | 2-6, 3-6         |
| 9.  | 6 giugno 1999    | Open di Francia, Parigi                | Terra rossa     | Anna Kurnikova   | Serena Williams Venus Williams         | 3-6, 7-6, 6-8    |
| 10. | 16 gennaio 2000  | Medibank International, Sydney         | Cemento         | Mary Pierce      | Julie Halard-Decugis Ai Sugiyama       | 0-6, 3-6         |
| 11. | 30 gennaio 2000  | Australian Open, Melbourne             | Cemento         | Mary Pierce      | Lisa Raymond Rennae Stubbs             | 4-6, 7-5, 4-6    |
| 12. | 29 ottobre 2000  | Kremlin Cup, Mosca                     | Sintetico (i)   | Anna Kurnikova   | Julie Halard-Decugis Ai Sugiyama       | 6-4, 4-6, 6-7    |
| 13. | 5 agosto 2001    | Acura Classic, San Diego               | Cemento         | Anna Kurnikova   | Cara Black Elena Lichovceva            | 4-6, 6-1, 4-6    |
| 14. | 13 gennaio 2002  | Medibank International, Sydney (2)     | Cemento         | Anna Kurnikova   | Lisa Raymond Rennae Stubbs             | walkover         |
| 15. | 21 giugno 2014   | AEGON International, Eastbourne        | Erba            | Flavia Pennetta  | Chan Yung-jan Chan Hao-ching           | 3-6, 7-5, [7-10] |
| 16. | 6 settembre 2014 | US Open, New York                      | Cemento         | Flavia Pennetta  | Ekaterina Makarova Elena Vesnina       | 6-2, 3-6, 2-6    |
| 17. | 17 maggio 2015   | Internazionali BNL d'Italia, Roma (2)  | Terra rossa     | Sania Mirza      | Tímea Babos Kristina Mladenovic        | 4-6, 3-6         |
| 18. | 24 aprile 2016   | Porsche Tennis Grand Prix, Stoccarda   | Terra rossa (i) | Sania Mirza      | Caroline Garcia Kristina Mladenovic    | 6-2, 1-6, [6-10] |
| 19. | 7 maggio 2016    | Mutua Madrid Open, Madrid              | Terra rossa     | Sania Mirza      | Caroline Garcia Kristina Mladenovic    | 4-6, 4-6         |
| 20. | 14 agosto 2016   | Giochi Olimpici, Rio de Janeiro        | Cemento         | Timea Bacsinszky | Ekaterina Makarova Elena Vesnina       | 4-6, 4-6         |
| 21. | 21 agosto 2016   | Western & Southern Open, Cincinnati    | Cemento         | Coco Vandeweghe  | Sania Mirza Barbora Strýcová           | 5-7, 4-6         |
| 22. | 16 aprile 2017   | Ladies Open Biel Bienne, Bienne        | Cemento (i)     | Timea Bacsinszky | Hsieh Su-wei Monica Niculescu          | 7-5, 3-6, [7-10] |

### Doppio misto

#### Vittorie

##### Grande Slam (7)
| Tornei del Grande Slam  |
| ----------------------- |
| Australian Open (2)     |
| Open di Francia (1)     |
| Torneo di Wimbledon (2) |
| US Open (2)             |

| N. | Data              | Torneo                          | Superficie  | Compagno        | Avversari in finale               | Punteggio        |
| 1. | 29 gennaio 2006   | Australian Open, Melbourne      | Cemento     | Mahesh Bhupathi | Elena Lichovceva Daniel Nestor    | 6-3, 6-3         |
| 2. | 1º febbraio 2015  | Australian Open, Melbourne (2)  | Cemento     | Leander Paes    | Kristina Mladenovic Daniel Nestor | 6-4, 6-3         |
| 3. | 12 luglio 2015    | Torneo di Wimbledon, Londra     | Erba        | Leander Paes    | Tímea Babos Alexander Peya        | 6–1, 6–1         |
| 4. | 12 settembre 2015 | US Open, New York               | Cemento     | Leander Paes    | Bethanie Mattek-Sands Sam Querrey | 6–4, 3–6, [10–7] |
| 5. | 3 giugno 2016     | Open di Francia, Parigi         | Terra rossa | Leander Paes    | Sania Mirza Ivan Dodig            | 4-6, 6-4, [10-8] |
| 6. | 16 luglio 2017    | Torneo di Wimbledon, Londra (2) | Erba        | Jamie Murray    | Heather Watson Henri Kontinen     | 6–4, 6-4         |
| 7. | 9 settembre 2017  | US Open, New York (2)           | Cemento     | Jamie Murray    | Chan Hao-ching Michael Venus      | 6-1, 4-6, [10-8] |

#### Sconfitte

##### Grande Slam (0)
Nessuna finale di doppio misto disputata

## Risultati in progressione
| Sigla | Risultato               |
| ----- | ----------------------- |
| V     | Vincitore               |
| F     | Finalista               |
| SF    | Semifinalista           |
| O     | Oro olimpico            |
| A     | Argento olimpico        |
| SF    | Bronzo olimpico         |
| QF    | Quarti di Finale        |
| 4T    | Quarto turno            |
| 3T    | Terzo turno             |
| 2T    | Secondo turno           |
| 1T    | Primo turno             |
| RR    | Round Robin             |
| LQ    | Turno di qualificazione |
| A     | Assente                 |
| ND    | Non disputato           |

| Legenda superfici    |
| -------------------- |
| Cemento              |
| Terra battuta        |
| Erba                 |
| Superficie variabile |

### Singolare
| Torneo                    | 1994       | 1995       | 1996       | 1997       | 1998       | 1999       | 2000       | 2001          | 2002          | 2003       | 2004       | 2005       | 2006          | 2007          | Titoli   | V-S      |
| ------------------------- | ---------- | ---------- | ---------- | ---------- | ---------- | ---------- | ---------- | ------------- | ------------- | ---------- | ---------- | ---------- | ------------- | ------------- | -------- | -------- |
| Australian Open           | A          | 2T         | QF         | V          | V          | V          | F          | F             | F             | A          | A          | A          | QF            | QF            | 3 / 10   | 52–7     |
| Open di Francia           | A          | 3T         | 3T         | F          | SF         | F          | SF         | SF            | A             | A          | A          | A          | QF            | A             | 0 / 8    | 35–8     |
| Wimbledon                 | A          | 1T         | 4T         | V          | SF         | 1T         | QF         | 1T            | A             | A          | A          | A          | 3T            | 3T            | 1 / 9    | 23–8     |
| US Open                   | A          | 4T         | SF         | V          | F          | F          | SF         | SF            | 4T            | A          | A          | A          | 2T            | 3T            | 1 / 10   | 43–9     |
| Vittorie-Sconfitte        | 0–0        | 6–4        | 14–4       | 27–1       | 23–3       | 19–3       | 20–4       | 16–4          | 9–2           | 0–0        | 0–0        | 0–0        | 11–4          | 8–3           | 5 / 37   | 153–32   |
| WTA Tour Championships    | A          | A          | F          | QF         | V          | F          | V          | A             | A             | A          | A          | A          | RR            | A             | 2 / 6    | 16–5     |
| Tokyo                     | A          | A          | SF         | V          | F          | V          | V          | F             | V             | A          | A          | A          | F             | V             | 5 / 9    | 32–4     |
| Indian Wells              | Non Tier I | Non Tier I | A          | A          | V          | QF         | F          | SF            | F             | A          | A          | A          | SF            | 4T            | 1 / 7    | 27–6     |
| Key Biscayne              | A          | A          | 2T         | V          | SF         | SF         | V          | SF            | QF            | A          | A          | A          | 3T            | 3T            | 2 / 9    | 29–7     |
| Charleston                | A          | A          | 2T         | V          | A          | V          | A          | F             | A             | A          | A          | A          | A             | A             | 2 / 4    | 15–2     |
| Berlino                   | A          | 2T         | 2T         | A          | QF         | V          | SF         | SF            | A             | A          | A          | A          | QF            | 3T            | 1 / 8    | 19–7     |
| Roma                      | A          | A          | F          | A          | V          | SF         | A          | SF            | A             | A          | A          | A          | V             | A             | 2 / 5    | 21–3     |
| San Diego                 | Non Tier I | Non Tier I | Non Tier I | Non Tier I | Non Tier I | Non Tier I | Non Tier I | Non Tier I    | Non Tier I    | Non Tier I | A          | A          | QF            | 3T            | 0 / 2    | 3–2      |
| Montréal / Toronto        | A          | 3T         | A          | A          | SF         | V          | V          | A             | QF            | A          | A          | A          | F             | A             | 2 / 6    | 21–4     |
| Mosca                     | Non Tier I | Non Tier I | Non Tier I | A          | A          | A          | V          | QF            | 1T            | A          | A          | A          | A             | A             | 1 / 3    | 5–2      |
| Zurigo                    | 2T         | 2T         | F          | QF         | A          | F          | V          | A             | A             | A          | A          | A          | QF            | A             | 1 / 7    | 16–6     |
| Filadelfia                | A          | 2T         | Non Tier I | Non Tier I | Non Tier I | Non Tier I | Non Tier I | Non disputato | Non disputato | Non Tier I | Non Tier I | Non Tier I | Non disputato | Non disputato | 0 / 1    | 1–1      |
| Tornei giocati            | 4          | 13         | 18         | 17         | 18         | 20         | 20         | 18            | 12            | 0          | 0          | 1          | 20            | 14            | –        | 175      |
| Titoli–Finali             | 0–0        | 0–1        | 2–5        | 12–13      | 5–7        | 7–13       | 9–13 (*)   | 3–6           | 2–4           | 0–0        | 0–0        | 0–0        | 2–4           | 1–2           | 43 / 175 | 43–68    |
| V–S (Cemento)             | 2–1        | 7–5        | 15–5       | 38–1       | 32–8       | 41–7       | 43–6       | 39–7          | 28–8          | 0–0        | 0–0        | 0–1        | 28–14         | 17–11         | –        | 290–74   |
| V–S (Terra rossa)         | 0–0        | 7–3        | 10–5       | 11–1       | 16–2       | 19–2       | 12–2       | 17–5          | 2–1           | 0–0        | 0–0        | 0–0        | 14–3          | 1–1           | –        | 109–25   |
| V–S (Erba)                | 0–0        | 0–1        | 3–1        | 7–0        | 5–1        | 0–1        | 7–1        | 0–1           | 0–0           | 0–0        | 0–0        | 0–0        | 2–1           | 2–1           | –        | 26–8     |
| V–S (Sintetico)           | 3–2        | 4–3        | 18–5       | 15–3       | 8–2        | 11–3       | 15–1       | 4–2           | 4–1           | 0–0        | 0–0        | 0–0        | 9–1           | 4–0           | –        | 95–23    |
| Vittorie-Sconfitte totali | 5–3        | 18–12      | 46–16      | 71–5       | 61–13      | 71–13      | 77–10      | 60–15         | 34–10         | 0–0        | 0–0        | 0–1        | 53–19         | 24–13         | –        | 520–1302 |
| Percentuale vittorie      | 63%        | 60%        | 74%        | 93%        | 82%        | 85%        | 89%        | 80%           | 77%           | –          | –          | 0%         | 74%           | 65%           | –        | 80%      |
| Ranking a fine anno       | 87         | 16         | 6          | 1          | 2          | 1          | 1          | 4             | 10            | –          | –          | –          | 7             | 19            | –        | –        |

- A = Non ha partecipato
- (*) = la finale di Scottsdale (USA), contro Lindsay Davenport, non è stata disputata causa pioggia persistente, gli organizzatori aspettarono fino al lunedì dopo la data prevista per la finale ma le piogge non cessarono. La Hingis e la Davenport divisero quindi equamente sia il montepremi in denaro sia il totale di punti previsto per la classifica WTA.
- 2Includendo le partecipazioni al circuito ITF Women's Circuit (cemento: 12–2; sintetico: 6–1) e Fed Cup (10–0), in totale il record di vittorie e sconfitte è 548–133.

### Doppio
| Torneo                 | 1994 | 1995 | 1996 | 1997 | 1998 | 1999 | 2000 | 2001 | 2002 | 2003–06 | 2007 | 2008–12 | 2013 | 2014 | 2015 | 2016 | 2017 | Titoli  | V–S    |
| ---------------------- | ---- | ---- | ---- | ---- | ---- | ---- | ---- | ---- | ---- | ------- | ---- | ------- | ---- | ---- | ---- | ---- | ---- | ------- | ------ |
| Tornei del Grande Slam |      |      |      |      |      |      |      |      |      |         |      |         |      |      |      |      |      |         |        |
| Australian Open        | A    | 1T   | 1T   | V    | V    | V    | F    | SF   | V    | A       | 2T   | A       | A    | A    | 3T   | V    | 2T   | 5 / 12  | 43–7   |
| Open di Francia        | A    | A    | QF   | SF   | V    | F    | V    | A    | A    | A       | A    | A       | A    | A    | QF   | 3T   | SF   | 2 / 8   | 33–6   |
| Wimbledon              | A    | 2T   | V    | QF   | V    | A    | 2T   | A    | A    | A       | A    | A       | A    | 1T   | V    | QF   | QF   | 3 / 9   | 29–6   |
| US Open                | A    | 3T   | SF   | SF   | V    | A    | 3T   | QF   | QF   | A       | 3T   | A       | 1T   | F    | V    | SF   | V    | 3 / 13  | 47–10  |
| Vittorie-Sconfitte     | 0–0  | 3–3  | 13–3 | 17–3 | 24–0 | 11–1 | 14–2 | 7–2  | 9–1  | 0–0     | 3–2  | 0–0     | 0–1  | 5–2  | 17-2 | 15-3 | 14-3 | 13 / 42 | 152–29 |
| Torneo di fine anno    |      |      |      |      |      |      |      |      |      |         |      |         |      |      |      |      |      |         |        |
| WTA Tour Championships | A    | A    | QF   | QF   | QF   | V    | V    | A    | A    | A       | A    | A       | A    | A    | V    | SF   |      | 3 / 7   | 12–4   |

- ND = torneo non disputato.
- A = non ha partecipato al torneo.
- NR = non raggiunto

## Guadagni
| 1995      | 0               | 0               | 0               | 186,567         | 32              |                 |                 |                 |                 |
| 1996      | 0               | 2               | 2               | 1,330,996       | 4               |                 |                 |                 |                 |
| 1997      | 3               | 9               | 12              | 3,400,196       | 1               |                 |                 |                 |                 |
| 1998      | 1               | 4               | 5               | 2,760,960       | 1               |                 |                 |                 |                 |
| 1999      | 1               | 6               | 7               | 2,936,425       | 1               |                 |                 |                 |                 |
| 2000      | 0               | 9               | 9               | 3,457,049       | 1               |                 |                 |                 |                 |
| 2001      | 0               | 3               | 3               | 1,765,116       | 5               |                 |                 |                 |                 |
| 2002      | 0               | 2               | 2               | 1,467,584       | 5               |                 |                 |                 |                 |
| 2003–2005 | Nessun guadagno | Nessun guadagno | Nessun guadagno | Nessun guadagno | Nessun guadagno | Nessun guadagno | Nessun guadagno | Nessun guadagno | Nessun guadagno |
| 2006      | 0               | 2               | 2               | 1,159,537       | 8               |                 |                 |                 |                 |
| 2007      | 0               | 1               | 1               | 625,295         | 23              |                 |                 |                 |                 |
| 2008–2012 | Nessun guadagno | Nessun guadagno | Nessun guadagno | Nessun guadagno | Nessun guadagno | Nessun guadagno | Nessun guadagno | Nessun guadagno | Nessun guadagno |
| 2013      | 0               | 0               | 0               | 20,604          | 302             |                 |                 |                 |                 |
| 2014      | 0               | 0               | 0               | 154,907         | 98              |                 |                 |                 |                 |
| Carriera  | 5               | 38              | 43              | 20,306,168      | 10              |                 |                 |                 |                 |

## Testa a testa con giocatrici classificate nella top-10
| Giocatrice                    | Record  | Percentuale vittorie | Cemento        | Terra rossa   | Erba        | Sintetico     |
| Giocatrici numero 1 al mondo  |         |                      |                |               |             |               |
| Caroline Wozniacki            | 2–0     | 100%                 | 2–0            | 0–0           | 0–0         | 0–0           |
| Arantxa Sánchez Vicario       | 18–2    | 90%                  | 9–0            | 6–2           | 1–0         | 2–0           |
| / Monica Seles                | 15–5    | 75%                  | 10–4           | 2–1           | 0–0         | 3–0           |
| Dinara Safina                 | 2–1     | 66.7%                | 1–1            | 1–0           | 0–0         | 0–0           |
| Jennifer Capriati             | 5–4     | 55.6%                | 3–2            | 1–2           | 1–0         | 0–0           |
| Venus Williams                | 11–10   | 52.4%                | 7–6            | 3–3           | 0–1         | 1–0           |
| Justine Henin                 | 2–2     | 50%                  | 2–2            | 0–0           | 0–0         | 0–0           |
| / Ana Ivanović                | 1–1     | 50%                  | 0–1            | 0–0           | 0–0         | 1–0           |
| Amélie Mauresmo               | 7–7     | 50%                  | 3–3            | 2–3           | 0–0         | 1–1           |
| Serena Williams               | 6–7     | 46.2%                | 5–7            | 1–0           | 0–0         | 0–0           |
| Kim Clijsters                 | 4–5     | 44.4%                | 4–4            | 0–1           | 0–0         | 0–0           |
| Lindsay Davenport             | 11–14   | 44%                  | 8–8            | 0–1           | 0–0         | 3–5           |
| Marija Šarapova               | 1–2     | 33.3%                | 0–2            | 0–0           | 0–0         | 1–0           |
| Steffi Graf                   | 2–7     | 22.2%                | 0–1            | 1–1           | 0–2         | 1–3           |
| Viktoryja Azaranka            | 0–1     | 0%                   | 0–1            | 0–0           | 0–0         | 0–0           |
| / Jelena Janković             | 0–2     | 0%                   | 0–2            | 0–0           | 0–0         | 0–0           |
| Giocatrici numero 2 al mondo  |         |                      |                |               |             |               |
| Vera Zvonarëva                | 1–0     | 100%                 | 1–0            | 0–0           | 0–0         | 0–0           |
| Li Na                         | 1–0     | 100%                 | 1–0            | 0–0           | 0–0         | 0–0           |
| Conchita Martínez             | 11–3    | 78.6%                | 8–0            | 2–3           | 0–0         | 1–0           |
| / Jana Novotná                | 9–3     | 75%                  | 3–0            | 3–0           | 1–1         | 1–2           |
| Anastasija Myskina            | 2–1     | 66.7%                | 2–1            | 0–0           | 0–0         | 0–0           |
| Svetlana Kuznecova            | 2–2     | 50%                  | 2–2            | 0–0           | 0–0         | 0–0           |
| Agnieszka Radwańska           | 0-1     | 0%                   | 0-1            | 0–0           | 0–0         | 0–0           |
| Giocatrici numero 3 al mondo  |         |                      |                |               |             |               |
| Nathalie Tauziat              | 6–0     | 100%                 | 2–0            | 0–0           | 0–0         | 4–0           |
| Amanda Coetzer                | 10–2    | 83.3%                | 8–1            | 0–0           | 0–0         | 2–1           |
| Nadia Petrova                 | 2–1     | 66.7%                | 2–0            | 0–0           | 0–0         | 0–1           |
| Mary Pierce                   | 10–6    | 62.5%                | 8–2            | 0–2           | 0–0         | 2–2           |
| Elena Dement'eva              | 4–3     | 57.1%                | 1–1            | 1–0           | 0–0         | 2–2           |
| Gabriela Sabatini             | 1–1     | 50%                  | 0–1            | 0–0           | 0–0         | 1–0           |
| Giocatrici numero 4 al mondo  |         |                      |                |               |             |               |
| Magdalena Maleeva             | 5–0     | 100%                 | 4–0            | 0–0           | 0–0         | 1–0           |
| Mary Joe Fernández            | 3–0     | 100%                 | 3–0            | 0–0           | 0–0         | 0–0           |
| Francesca Schiavone           | 3–0     | 100%                 | 1–0            | 2–0           | 0–0         | 0–0           |
| Samantha Stosur               | 2–0     | 100%                 | 1–0            | 0–0           | 0–0         | 1–0           |
| Kimiko Date-Krumm             | 1–0     | 100%                 | 0–0            | 0–0           | 0–0         | 1–0           |
| / Helena Suková               | 1–0     | 100%                 | 1–0            | 0–0           | 0–0         | 0–0           |
| Anke Huber                    | 12–1    | 92.3%                | 5–0            | 2–0           | 1–0         | 4–1           |
| Iva Majoli                    | 8–2     | 80%                  | 3–0            | 2–1           | 0–0         | 3–1           |
| / Jelena Dokić                | 3–2     | 60%                  | 3–1            | 0–0           | 0–1         | 0–0           |
| Giocatrici numero 5 al mondo  |         |                      |                |               |             |               |
| Anna Chakvetadze              | 1–0     | 100%                 | 1–0            | 0–0           | 0–0         | 0–0           |
| / Nataša Zvereva              | 3–1     | 75%                  | 2–1            | 1–0           | 0–0         | 0–0           |
| Daniela Hantuchová            | 2–3     | 40%                  | 1–3            | 1–0           | 0–0         | 0–0           |
| Giocatrici numero 6 al mondo  |         |                      |                |               |             |               |
| Katerina Maleeva              | 1–0     | 100%                 | 0–0            | 0–0           | 0–0         | 1–0           |
| Chanda Rubin                  | 8–2     | 80%                  | 5–1            | 1–0           | 0–0         | 2–1           |
| Giocatrici numero 7 al mondo  |         |                      |                |               |             |               |
| Barbara Schett                | 11–0    | 100%                 | 7–0            | 4–0           | 0–0         | 0–0           |
| Irina Spîrlea                 | 6–0     | 100%                 | 1–0            | 2–0           | 0–0         | 3–0           |
| Julie Halard-Decugis          | 5–0     | 100%                 | 0–0            | 2–0           | 0–0         | 2–0           |
| Nicole Vaidišová              | 1–0     | 100%                 | 0–0            | 1–0           | 0–0         | 0–0           |
| Patty Schnyder                | 2–3     | 40%                  | 1–2            | 0–1           | 0–0         | 1–0           |
| Giocatrici numero 8 al mondo  |         |                      |                |               |             |               |
| Sandrine Testud               | 16–0    | 100%                 | 11–0           | 3–0           | 0–0         | 2–0           |
| Alicia Molik                  | 2–0     | 100%                 | 2–0            | 0–0           | 0–0         | 0–0           |
| Anna Kurnikova                | 11–1    | 91.7%                | 2–0            | 4–1           | 1–0         | 4–0           |
| Ai Sugiyama                   | 6–2     | 75%                  | 3–1            | 0–0           | 0–1         | 3–0           |
| Giocatrici numero 9 al mondo  |         |                      |                |               |             |               |
| Brenda Schultz-McCarthy       | 4–0     | 100%                 | 1–0            | 1–0           | 0–0         | 2–0           |
| Dominique Monami              | 5–1     | 83.3%                | 5–1            | 0–0           | 0–0         | 0–0           |
| Giocatrici numero 10 al mondo |         |                      |                |               |             |               |
| Marija Kirilenko              | 3–0     | 100%                 | 1–0            | 1–0           | 0–0         | 1–0           |
| Barbara Paulus                | 3–0     | 100%                 | 2–0            | 1–0           | 0–0         | 0–0           |
| Flavia Pennetta               | 3–1     | 75%                  | 1–1            | 2–0           | 0–0         | 0–0           |
| Karina Habšudová              | 3–4     | 42.9%                | 1–1            | 1–2           | 0–0         | 0–1           |
| Total3                        | 280–117 | 70.5%                | 160–65 (71.1%) | 54–24 (69.2%) | 5–6 (45.5%) | 58–21 (73.4%) |

## Record di vittorie consecutive

### 1997: 37
Tale striscia di vittorie la colloca all'undicesimo posto nella all-time delle strisce vincenti dell'Era Open. Meglio di lei solo tenniste del calibro di:
- Martina Navrátilová: 74 (1984), 58 (1986–1987), 54 (1983–1984), 41 (1982), 39 (1982–1983), 38 (1977–1978);
- Steffi Graf: 66 (1989–1990), 46 (1988), 45 (1987), 36 (1993–1994);
- Chris Evert: 56 (1974).

| #  | Evento                 | Data inizio | Superficie  | Turno | Avversaria              | Ranking | Punteggio        |
| -- | ---------------------- | ----------- | ----------- | ----- | ----------------------- | ------- | ---------------- |
| 1  | Sydney International   | 6 gennaio   | Cemento     | 2T    | Sabine Appelmans        | 19      | 6-3, 3-6, 6-1    |
| 2  | Sydney International   | 6 gennaio   | Cemento     | QF    | Yayuk Basuki            | 30      | 7-6(6), 6-1      |
| 3  | Sydney International   | 6 gennaio   | Cemento     | SF    | Mary Joe Fernández      | 17      | 6-3, 6-2         |
| 4  | Sydney International   | 6 gennaio   | Cemento     | F     | Jennifer Capriati       | 37      | 6-1, 5-7, 6-1    |
| 5  | Australian Open        | 13 gennaio  | Cemento     | 1T    | Barbara Rittner         | 46      | 6-1, 7-5         |
| 6  | Australian Open        | 13 gennaio  | Cemento     | 2T    | Lisa Raymond            | 26      | 6-4, 6-2         |
| 7  | Australian Open        | 13 gennaio  | Cemento     | 3T    | Barbara Schett          | 34      | 6-2, 6-1         |
| 8  | Australian Open        | 13 gennaio  | Cemento     | 4T    | Ruxandra Dragomir       | 27      | 7-6(6), 6-1      |
| 9  | Australian Open        | 13 gennaio  | Cemento     | QF    | Irina Spîrlea           | 10      | 7-5, 6-2         |
| 10 | Australian Open        | 13 gennaio  | Cemento     | SF    | Mary Joe Fernández      | 17      | 6-1, 6-3         |
| 11 | Australian Open        | 13 gennaio  | Cemento     | F     | Mary Pierce             | 22      | 6-2, 6-2         |
| 12 | Toray Pan Pacific Open | 28 gennaio  | Cemento     | 2T    | Gloria Pizzichini       | 54      | 6-1, 6-0         |
| 13 | Toray Pan Pacific Open | 28 gennaio  | Cemento     | QF    | Amanda Coetzer          | 12      | 6-0, 6-1         |
| 14 | Toray Pan Pacific Open | 28 gennaio  | Cemento     | SF    | Anke Huber              | 8       | 6-1, 5-7, 6-2    |
| –  | Toray Pan Pacific Open | 28 gennaio  | Cemento     | F     | Steffi Graf             | 1       | w/o              |
| 15 | Open GDF Suez          | 10 febbraio | Sintetico   | 2T    | Silvia Farina Elia      | 36      | 6-3, 6-4         |
| 16 | Open GDF Suez          | 10 febbraio | Sintetico   | QF    | Nathalie Tauziat        | 23      | 6-3, 6-2         |
| 17 | Open GDF Suez          | 10 febbraio | Sintetico   | SF    | Iva Majoli              | 9       | 6-1, 6-3         |
| 18 | Open GDF Suez          | 10 febbraio | Sintetico   | F     | Anke Huber              | 7       | 6-3, 3-6, 6-3    |
| 19 | Fed Cup                | 24 febbraio | Mix         | RR    | Karina Habšudová        | –       | 6-2, 6-0         |
| 20 | Fed Cup                | 24 febbraio | Mix         | RR    | Katarína Studeníková    | –       | 6-1, 6-3         |
| 21 | Lipton Championships   | 17 marzo    | Cemento     | 2T    | Gloria Pizzichini       | 59      | 3-6, 6-3, 6-2    |
| 22 | Lipton Championships   | 17 marzo    | Cemento     | 3T    | Venus Williams          | 110     | 6-4, 6-2         |
| 23 | Lipton Championships   | 17 marzo    | Cemento     | 4T    | Elena Lichovceva        | 19      | 6-3, 2-6, 6-3    |
| 24 | Lipton Championships   | 17 marzo    | Cemento     | QF    | Mary Joe Fernandéz      | 12      | 6-4, 6-1         |
| 25 | Lipton Championships   | 17 marzo    | Cemento     | SF    | Jana Novotná            | 4       | 6-3, 2-6, 6-4    |
| 26 | Lipton Championships   | 17 marzo    | Cemento     | F     | Monica Seles            | 5       | 6-2, 6-1         |
| 27 | Family Circle Cup      | 31 marzo    | Terra rossa | 2T    | Barbara Rittner         | 41      | 6-0, 6-4         |
| 28 | Family Circle Cup      | 31 marzo    | Terra rossa | 3T    | Barbara Schett          | 36      | 6-3, 6-3         |
| 29 | Family Circle Cup      | 31 marzo    | Terra rossa | QF    | Wiltrud Probst          | 126     | 6-2, 6-0         |
| 30 | Family Circle Cup      | 31 marzo    | Terra rossa | SF    | Brenda Schultz          | 18      | 5-7, 6-3, 6-2    |
| 31 | Family Circle Cup      | 31 marzo    | Terra rossa | F     | Monica Seles            | 5       | 3-6, 6-3, 7-6(5) |
| 32 | Open di Francia        | 26 maggio   | Terra rossa | 1T    | Henrieta Nagyová        | 37      | 6-0, 6-2         |
| 33 | Open di Francia        | 26 maggio   | Terra rossa | 2T    | Gloria Pizzichini       | 75      | 3-6, 6-4, 6-1    |
| 34 | Open di Francia        | 26 maggio   | Terra rossa | 3T    | Anna Kournikova         | 47      | 6-1, 6-3         |
| 35 | Open di Francia        | 26 maggio   | Terra rossa | 4T    | Barbara Paulus          | 18      | 6-3, 0-6, 6-0    |
| 36 | Open di Francia        | 26 maggio   | Terra rossa | QF    | Arantxa Sánchez Vicario | 6       | 6-2, 6-2         |
| 37 | Open di Francia        | 26 maggio   | Terra rossa | SF    | Monica Seles            | 4       | 6(2)-7, 7-5, 6-4 |
| –  | Open di Francia        | 26 maggio   | Terra rossa | F     | Iva Majoli              | 9       | 4-6, 2-6         |

N.B.: In alcuni tornei Hingis ha ottenuto un bye al primo turno facendo il suo esordio nel secondo turno.